# Troubadours On The Rhine
Troubadours On The Rhine (A Trio Performance) es un álbum en vivo de la cantante e instrumentalista canadiense Loreena McKennitt en conjunto con los músicos Brian Hughes y Caroline Lavelle.

## Observaciones
La grabación se llevó a cabo en el estudio 1 de la radiodifusora del suroeste alemán SWR en el otoño de 2011. Como lo dice su subtítulo “A Trio Performance”, la interpretación en este nuevo trabajo se ha llevado a cabo por McKennitt junto a sus tradicionales colaboradores Brian Hughes y Caroline Lavelle.

## Lista de temas
- 1.- Bonny Portmore — 3:46 (Tradicional/McKennitt)
- 2.- Down By The Sally Gardens — 4:23 (W. B. Yeats/McKennitt)
- 3.- The Wind That Shakes The Barley — 4:48 (Tradicional/Robert Dwyer Joyce/McKennitt)
- 4.- Between The Shadows — 4:27 (McKennitt)
- 5.- The Lady Of Shalott — 7:00 (Alfred Tennyson/McKennitt)
- 6.- Stolen Child — 5:30 (W. B. Yeats/McKennitt)
- 7.- Penelope's Song — 3:56 (McKennitt)
- 8.- The Bonny Swans — 5:58 (Tradicional/McKennitt)
- 9.- The Parting Glass — 5:07 (Tradicional/McKennitt)

- Datos: Q24953574